# Szprotawa (gemeente)
De gemeente Szprotawa is een stad- en landgemeente in het Poolse woiwodschap Lubusz, in powiat Żagański.
De zetel van de gemeente is in Szprotawa (Sprottau).
Op 30 juni 2004 telde de gemeente 21 788 inwoners.

## Oppervlakte gegevens
In 2002 bedroeg de totale oppervlakte van gemeente Szprotawa 232,31 km², waarvan:
- agrarisch gebied: 55%
- bossen: 33% (Bory Dolnośląskie)

De gemeente beslaat 20,53% van de totale oppervlakte van de powiat.

## Demografie
Stand op 30 juni 2004:
| Omschrijving                   | Totaal | Totaal | Vrouwen | Vrouwen | Mannen | Mannen |
| ------------------------------ | ------ | ------ | ------- | ------- | ------ | ------ |
| eenheid                        | aantal | %      | aantal  | %       | aantal | %      |
| inwoners                       | 21 788 | 100    | 11 234  | 51,6    | 10 554 | 48,4   |
| bevolkingsdichtheid (inw./km²) | 93,8   | 93,8   | 48,4    | 48,4    | 45,4   | 45,4   |

In 2002 bedroeg het gemiddelde inkomen per inwoner 1227,12 zł.

## Aangrenzende gemeenten
Bolesławiec, Kożuchów, Małomice, Niegosławice, Nowe Miasteczko, Przemków, Żagań